# Kanton Nevers-Sud
Der Kanton Nevers-Sud war von 1973 bis 2015 ein französischer Kanton im Arrondissement Nevers, im Département Nièvre und in der Region Burgund; sein Hauptort war Nevers.

## Gemeinden
Der Kanton bestand aus einem Teil der Stadt Nevers (angegeben ist hier die Gesamteinwohnerzahl) und drei weiteren Gemeinden. Die Bevölkerungszahl des Kantons betrug zum 1. Januar 2012 insgesamt 17.177 Einwohner:
| Gemeinde           | Einwohner Jahr | Fläche km² | Bevölkerungsdichte | Code INSEE | Postleitzahl |
| ------------------ | -------------- | ---------- | ------------------ | ---------- | ------------ |
| Challuy            | 1.521 (2013)   | 18,89      | 81 Einw./km²       | 58051      | 58000        |
| Marzy              | 3.668 (2013)   | 24,41      | 150 Einw./km²      | 58160      | 58180        |
| Nevers             | 34.841 (2013)  | –          | – Einw./km²        | 58194      | 58000        |
| Sermoise-sur-Loire | 1.586 (2013)   | 24,88      | 64 Einw./km²       | 58278      | 58000        |